# Gonatocerus merces
Gonatocerus merces är en stekelart som beskrevs av Girault 1913. Gonatocerus merces ingår i släktet Gonatocerus och familjen dvärgsteklar. Inga underarter finns listade i Catalogue of Life.